# Friedrich Carl von Savigny
Friedrich Carl von Savigny (født 21. februar 1779 i Frankfurt a. M., død 25. oktober 1861 i Berlin) var en tysk retslærd af gammel adelig, rig og anset lothringsk familie og far til Karl Friedrich von Savigny.
Savigny, der blev student 1795, studerede i Marburg under Philipp Friedrich Weiss, i Göttingen under Hugo og Spittler, og var filosofisk påvirket af Schelling. Efter en studierejse 1799—1800 blev han dr. jur. 1800 i Marburg med dissertationen De concursu delictorum formali (Savignys eneste strafferetlige arbejde) og 1803 ekstraordinær professor i Marburg. Efter studierejser blandt andet til Paris, blev han 1808 ordentlig professor i Landshut, 1810 ved det nystiftede universitet i Berlin, hvor hans imponerende personlighed samlede tilhørere fra alle lande. Han udtrådte af fakultetet, så længe hans modstander, hegelianeren Eduard Gans, var medlem. 1842—48 var Savigny minister i det for ham af kong Friedrich Wilhelm IV oprettede ministerium for lovgivning, hvor hans virksomhed dog ikke afsatte de ventede spor, men i det væsentlige løb ud i sandet. 
I den tyske retsvidenskabs historie er Savigny derimod 19. århundredes største juristnavn; hans indflydelse både som lærer og skribent er overvældende. Allerede i sit ungdomsskrift Das Recht des Besitzes (1803, 7. udgave ved A.F. Rudorff, 1865), en af retsvidenskabens berømteste monografier, viste Savigny sig som mester. Hverken bogens metoder eller grundprincipper var i øvrigt nye. Savignys ejendomslære gik sin sejrsgang gennem hele Europa. Også hos A.S. Ørsted, Platou og Brandt. Helt uanfægtet til Jherings opposition. Det var Gustav Hugo, der havde indledt den historisk-empiriske retning inden for den tyske retsvidenskab; han gjorde banen fri for den historiske skole, men stiftelsen og ledelsen af denne skyldes Savigny. 
I sit berømte Skrift Vom Beruf unsrer Zeit fur Gesetzgebung und Rechtswissenschaft (1814), den historiske skoles bibel, der formelt var en protest mod Thibauts flyveskrift Ueber die Nothwendigkeit eines allgemeinen bürgerlichen Rechts für Deutschland (1814, 3. udgave 1840), slog Savigny overlegent og energisk til lyd for de hovedtanker, der mere eller mindre udpræget var udtalte af Montesquieu, Herder og Hugo: retten som et produkt af folkeslagenes historiske liv, retten som undergivet udviklingens lov og folkebevidstheden, folkeånden — med kendelig undervurdering af lovgivningen og de enkelte fremragende individer — som det egentlig retsskabende. En stor skare disciple flokkedes om Savigny og en række fremragende forskere sluttedel kreds om ham, Jacob Grimm, Georg Friedrich Puchta, Adolf August Friedrich Rudorff og mange andre.
De betydeligste lærestole i Tyskland besattes med tilhængere af den historiske skole; også i det preussiske videnskabsakademi var Savignys indflydelse dominerende.
Oppositionen mod Savigny udgik dels fra filosofisk side. Navnlig fra hegelianerne, uanset hegelianismens berøringspunkter med Savignys egen lære, dels fra germanisternes lejr, dels i den nyeste tid fra den såkaldte friretlige skole. Med sine kampfæller Carl Friedrich Eichhorn og Johann Friedrich Ludwig Göschen grundede Savigny 1815 "Zeitschrift für geschichtliche Rechtswissenschaft". Den historiske skoles program gennemførte Savigny i sin Geschichte des Römischen Rechts im Mittelalter (I-VI, 1815—16, 1822, 1826, 1829, 1831, 2. forøgede og omarbejdede udgaven I—VII, 1834—51), et af den juridiske verdenslitteraturs monumentale arbejder, der dog vistnok ikke i betydning når det storartede dogmatiske værk, hvormed historikeren Savigny overraskede den videnskabelige verden, det ufuldendte, på adskillige punkter banebrydende og grundlæggende System des heutigen Romischen Rechts (I—VIII, 1840—49, med sag- og kilderegister af O.L. Heuser 1851), hvortil slutter sig Das Obligationenreoht als Theil des heutigen Römischen Rechts (I—II, 1851 og 1853). 
I Vermischte Schriften (I—V, 1850) samledes afhandlinger, anmeldelser og lignende, som hele Savignys forfatterskab - i modsætning til Hugos - skrevet i en form og stil, der berettiger til at henregne Savigny til den tyske litteraturs første prosaister. Studiet af Savigny er i øvrigt ikke afsluttet endnu, og i nutidens forskning har vel et skarpere blik for ensidighederne og det romantiske drag i den historiske skoles læresætninger end Savignys samtid, men at Savignys indsats i retsvidenskabens historie har været mægtig og af indgribende betydning, drages ikke i tvivl af nogen. Også til Norden strakte Savignys indflydelse sig, af danske forfattere var således P.G. Bang en discipel af Savigny, og A.W. Scheel viser i væsentlige afsnit af sin privatret synlig påvirkning af Savigny. 
En glimrende skildring af Savignys olympiske personlighed er givet af Orla Lehmann i Efterladte Skrifter (I, København 1872, siderne 113—17), en skildring, der i alle hovedtræk stemmer med de talrige skildringer, der foreligger fra tysk side; Savignys lidenskabsløse ro, værdighed og besindighed danner en interessant modsætning til Feuerbachs ildånd. Adskillige lighedspunkter frembyder Savigny med den aldrende Goethe. Savigny var gift med en søster til Clemens Brentano, og hans svigerinde Bettinas Goethes Briefwechsel mit einem Kinde opruller flere små genrebilleder af hans liv. Efter Savignys bortgang oprettede Savignystiftelsen i Berlin, der blandt andet udgiver det toneangivende Zeitschrift der Savigny-Stiftung für Rechtsgeschichte, nu delt i tre afdelinger, en romanistisk, germanistisk og kanonistisk. Savignyplatz i Berlin er opkaldt efter ham.